# Bence Bánhidi
Dans le nom hongrois Bánhidi Bence, le nom de famille précède le prénom, mais cet article utilise l’ordre habituel en français Bence Bánhidi, où le prénom précède le nom.
Bence Bánhidi, né le 9 février 1995 à Győr, est un handballeur hongrois. Il évolue au poste de pivot depuis 2013 en équipe nationale de Hongrie et depuis 2016 au SC Pick Szeged

## Palmarès

### En club
Compétitions nationales
- Vainqueur du Championnat de Hongrie (3) : 2018, 2021, 2022
  - Deuxième en 2017, 2019
- Vainqueur de la Coupe de Hongrie (1) : 2019
  - Finaliste en 2017, 2018

### En équipe nationale
Championnats du monde
- 7e place au Championnat du monde 2017, France
- 10e place au Championnat du monde 2019, Danemark/Allemagne
- 5e place au Championnat du monde 2021, Égypte

Championnats d'Europe
- 12e place au Championnat d'Europe 2016, Pologne
- 14e place au Championnat d'Europe 2018, Croatie
- 9e place au Championnat d'Europe 2020, Suède/Autriche/Norvège
- 15e place au Championnat d'Europe 2022, Hongrie

### Distinctions individuelles
- élu meilleur jeune handballeur de l'année en Hongrie en 2014 et 2015
- élu meilleur handballeur de l'année en Hongrie en 2019, 2020 et 2021
- élu meilleur pivot du Championnat d'Europe 2020
- élu meilleur pivot de la Ligue des champions 2019-2020